# Can Ferragut
Can Ferragut és una masia de Riudarenes (Selva) inclosa a l'Inventari del Patrimoni Arquitectònic de Catalunya.

## Descripció
Edifici de dues plantes amb teulada a dues vessants laterals, essent més llarga la de la dreta. La porta principal és impostada i a sobre té una finestra amb tres arquets i relleus. La resta de finestres de l'edifici original, tant de la façana principal com la posterior, són d'arc conopial. Hi ha un gran contrafort perpendicular a la façana, just al costat de l'entrada, com també un pou, ple de tesos al damunt, i amb una biga de fusta al damunt, de la qual penja una cadena amb la galleda. Ha sofert modificacions i s'han afegit cossos a l'edifici principal. N'és un exemple d'aquests canvis, el cobert del lateral esquerra, que s'ha convertit en habitatge.
L'interior de la casa manté l'estructura i alguns vestigis, com una llinda de pedra monolítica que es conserva amb la inscripció de 1686 a l'interior de l'edifici. Ara bé, la volta de rajol de la planta baixa ha estat substituïda fa pocs anys per un forjat de bigues de ferro.

## Història
La primera notícia documental és de 1354 on apareix en un capbreu del mas Ferragut de la parròquia de Riudarenes fet per Guillem de Ferragut i la seva esposa Guillema a favor de Ramon Cassà, senyor de la Força de la Roqueta.